# Kettenhofweg

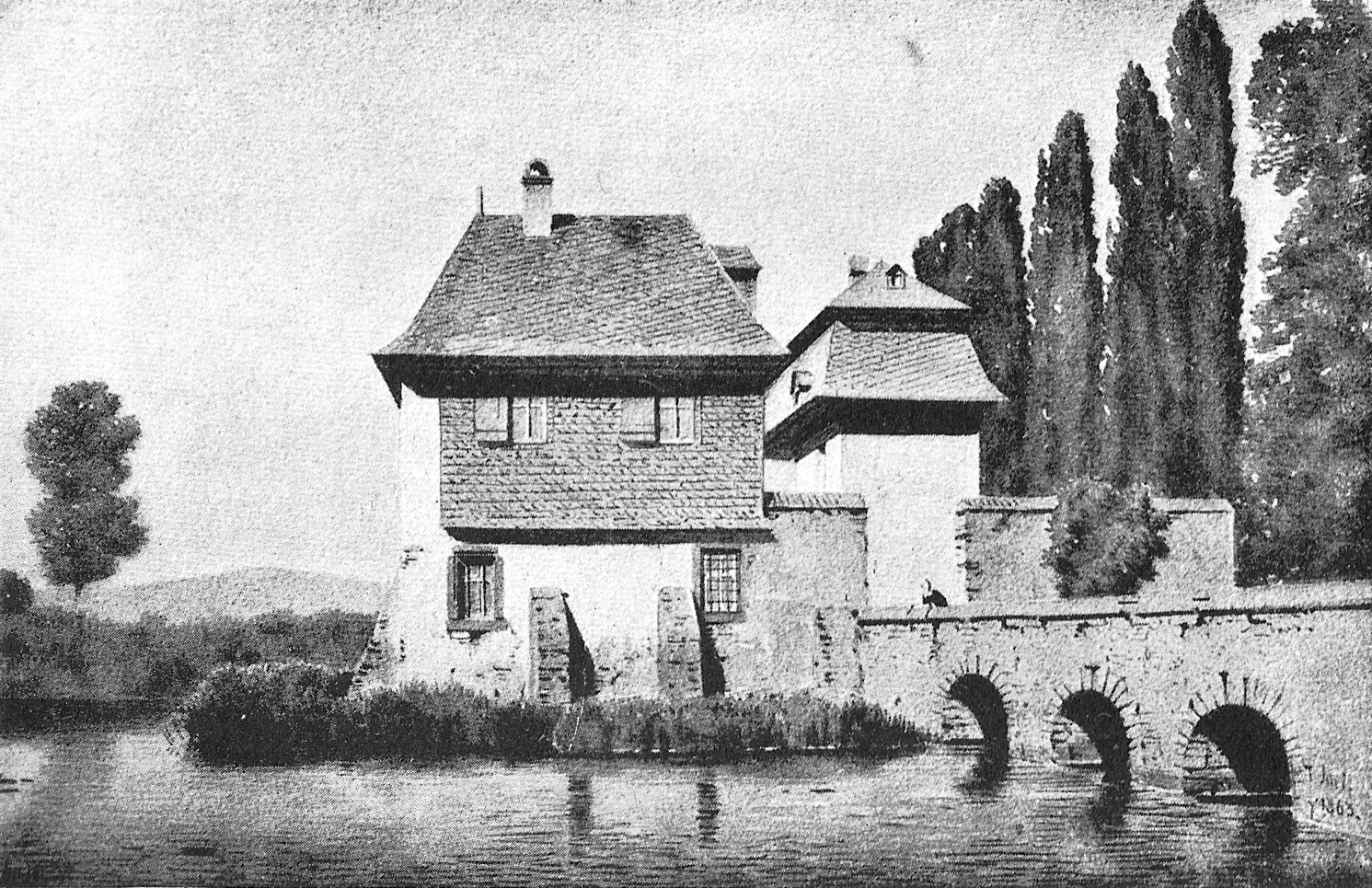
Der Große Kettenhof im Jahr 1863, Ansicht von Osten
(Aquarell von Carl Theodor Reiffenstein)

Der Kettenhofweg ist eine Straße im Frankfurter Stadtteil Westend-Süd. Wie viele andere Nebenstraßen in diesem Stadtteil ist auch der Kettenhofweg eine Einbahnstraße. Zwischen den beiden Endpunkten des Kettenhofwegs, der Senckenberganlage im Westen und der Bockenheimer Landstraße im Osten, wechselt die Straße mehrmals die für Kraftfahrzeuge vorgeschriebene Fahrtrichtung. Für den Fahrradverkehr ist der Kettenhofweg durchgehend in beiden Richtungen freigegeben. Die Bebauung der an der Straße liegenden Grundstücke besteht größtenteils aus Wohnhäusern sowie aus einzelnen Bürobauten. 

## Geschichte

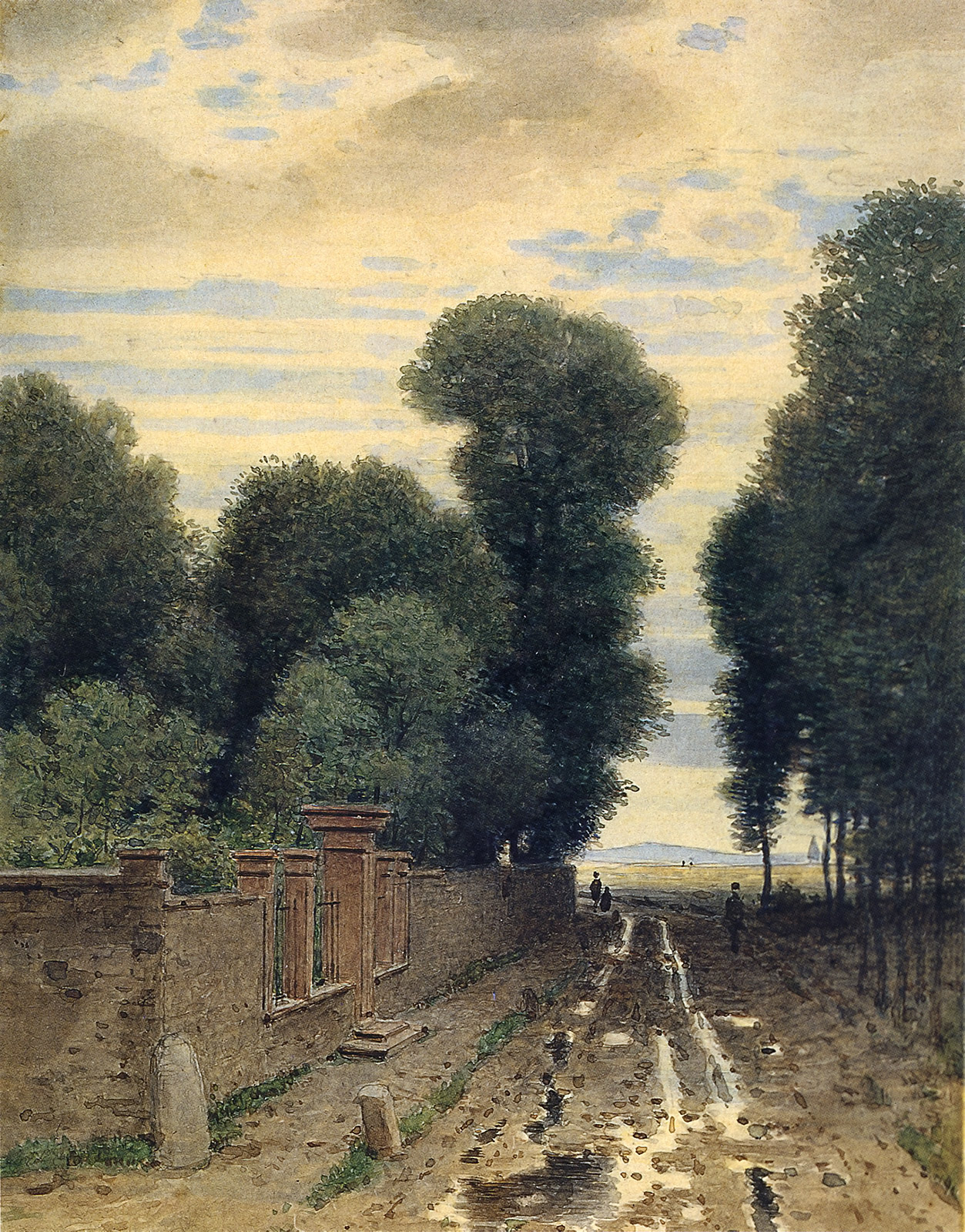
Der Kettenhofweg mit Blick nach Westen, links ein Teil der Grundstücksmauer des Großen Kettenhofs, 1868
(Aquarell von Carl Theodor Reiffenstein)

Die Gegend westlich der Stadt, jenseits des Bockenheimer Tores der Frankfurter Stadtbefestigung wurde von Alters her Niedenau genannt, eine Bezeichnung, die dort noch heute in den Straßennamen Niedenau und Neue Niedenau lebendig ist. Bereits im Spätmittelalter lagen hier Wehr- und Gutshöfe mit Gärten, die teils synonym bezeichnet wurden. 1372 trat der Stadtschultheiß Siegfried zum Paradies seinen „garten genand Nydennauw“ an Rule Snabel ab, 1397 besaß Brune von Brunfels „huss, hoff, grabin und umbfang vor Franckenford gnant Nydenauwe“.
Der Hof wechselte mehrfach in adligem und patrizischem Besitz, meist durch Erbfolge, und wurde ab dem 15. Jahrhundert auch Groß-Niedenau genannt. Das Gegenstück Klein-Niedenau bezeugte erstmals 1419 eine Urkunde als im Besitz des Gerlach von Ergersheim und hatte dann ebenfalls verschiedene Besitzer aus hochstehenden Frankfurter Familien. Ab dem 16. Jahrhundert kam noch ein Hof Mittel-Niedenau hinzu, der auch nach den Zerstörungen der Belagerung von 1552 noch Erwähnung fand.
1560 wurde urkundlich erstmals „der stainen stock Koeten ode“ genannt, wobei unklar bleibt, ob dieser mit einem der vorgenannten früheren Höfe identisch ist. Denkbar aber unbewiesen ist, dass die Höfe des Mittelalters bei der genannten Belagerung – wie fast alle derartige Anlagen im Stadtgebiet – zerstört und anschließend von neuen Besitzern errichtet wurden. Dagegen spricht, dass der Hof bereits seit 1536 jährlich 16 Gulden an das Katharinenkloster zinste und auf dem Belagerungsplan von 1552 als brennend dargestellt wird, was zugleich die älteste bekannte bildliche Aufnahme des Hofs ist. Erster nachweisbarer Besitzer war ein Johann Koet, der ihm auch seinen Namen gab, später wurde der Name des Hofs zu Ketten-Hof verballhornt, alternative Bezeichnungen waren zeitweise auch nur Oede, Groß-Eidenau oder Groß-Neidenau.

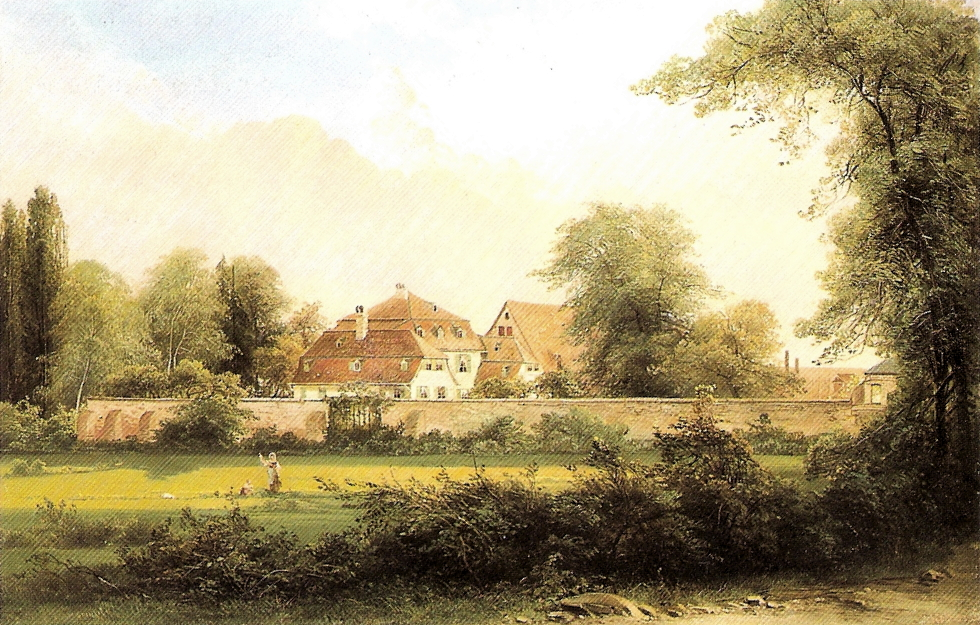
Der Kleine Kettenhof, 1857
(Ölgemälde auf Leinwand von Heinrich Hoffmann)

Von 1690 bis 1877 befand sich der Hof, der zu einem unbekannten Zeitpunkt in einen Kleinen und Großen Kettenhof zerteilt und später wieder zu einem zusammengeführt wurde, im Besitz der Frankfurter Patrizierfamilie Günderrode.  Bis ins späte 19. Jahrhundert führte der Kettenhofweg als unbefestigter Feldweg von der damals Bockenheimer Chaussée genannten Bockenheimer Landstraße nach Westen durch landwirtschaftlich genutzte Flächen zu den beiden unmittelbar einander benachbarten Höfen. Diese befanden sich ungefähr in der Gegend der Kreuzung des Kettenhofwegs mit der heutigen Arndtstraße.
„Hinter dem sehr geräumigen, mit Scheuern und Stallungen und anderen Gebäuden besetzten Hofe befindet sich ein breiter Wassergraben und in dessen Mitte der steinerne Stock oder das alte Wohngebäude, sonst auch Kothenöde [sic] genannt, woran noch einige Schießlöcher wahrzunehmen sind.“

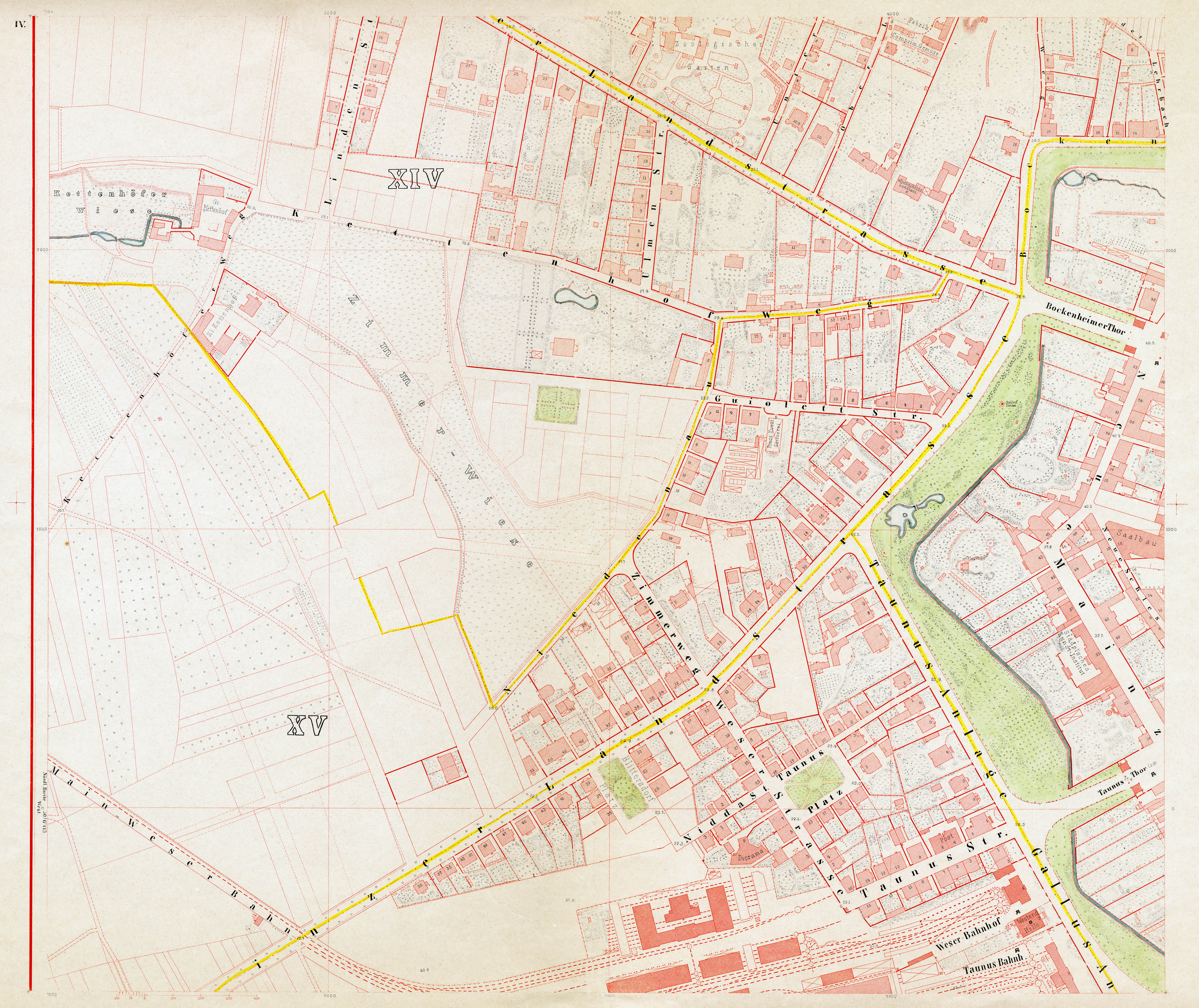
Der Kettenhofweg auf dem Frankfurter Stadtplan von Ravenstein aus dem Jahr 1862, links oben im Kartenausschnitt sind die beiden Kettenhöfe eingezeichnet
(Chromolithografie von Friedrich August Ravenstein)

In den 1890er-Jahren ließen die damaligen Besitzer die verbliebenen Hofbauten abreißen und führten die Grundstücke größtenteils Straßenbauprojekten im hier entstehenden südlichen Westend zu. Als sich die Bebauung außerhalb der Frankfurter Wallanlagen immer weiter nach Westen ausdehnte, waren zunächst die zum Anwesen gehörenden Wiesen und Felder entlang des Kettenhofwegs mit Wohnhäusern bebaut worden. Der Kettenhofweg erhielt erstmals eine feste Straßendecke und wurde nach Westen bis nach Bockenheim verlängert. Bereits seit Mitte des 19. Jahrhunderts befand sich an der nördlichen Seite des Kettenhofwegs in Höhe der heutigen Schumannstraße außerdem das Gelände einer chemischen Fabrik.
Als eine der ersten befestigten Straßen im Westend führte der Kettenhofweg in Ost-West-Richtung von der Bockenheimer Landstraße zu den Bahnanlagen im Stadtteil Bockenheim. Mit dem Bau der Frankfurter Universität und dem angrenzenden Naturmuseum Senckenberg zu Beginn des 20. Jahrhunderts wurde der westlich der Senckenberganlage liegende Teil des Kettenhofwegs in Robert-Mayer-Straße umbenannt.
1953 errichtete die Universität am westlichen Ende der Straße (Hausnummer 130 ) das von Ferdinand Kramer entworfene Amerika-Institut. Nach dem Umzug des Instituts auf den Campus Westend 2001 wurde das Gebäude 2003 von Studierenden besetzt und vom Institut für vergleichende Irrelevanz genutzt. 2013 ließ der neue Eigentümer es räumen; seitdem steht das Gebäude leer. Geplant ist eine Nutzung als Hotel.
In den 1970er-Jahren, zur Zeit des Frankfurter Häuserkampfs, sollte der Kettenhofweg für immer sein Aussehen ändern. Im „Fünf-Finger-Plan“ war er als Standort für Bürohochhäuser ausgewiesen. 1972 und 1973 kam es am besetzten Haus Nummer 51 zu heftigen Auseinandersetzungen zwischen Polizei und Abrissgegnern. Zu dieser Zeit entstanden auch an der Kreuzung Ulmenstraße die umgangssprachlich nach ihrem prominenten Miteigentümer als Bubis-Türme bezeichneten Bürohochhäuser Ulmenstraße 37–39. Die 67 m hohen Doppeltürme wurden 2008/2009 für gemischte Gewerbe- und Wohnnutzung umgebaut.
Am 23. Februar 1992 wurde die Holocaust-Überlebende Blanka Zmigrod vom Rechtsterroristen John Ausonius an der Kreuzung Kettenhofweg/Niedenau ermordet. Der Mörder wurde 1994 in Schweden wegen anderer Taten verurteilt. Zusätzlich wurde er wegen des Mordes an Zmigrod 2018 vom Landgericht Frankfurt am Main zu einer erneuten lebenslangen Freiheitsstrafe und anschließender Sicherungsverwahrung verurteilt.
Am 15. August 1994 fand die Polizei in einer Villa im Kettenhofweg  124 a, die als Bordell genutzt wurde, die Leichen von fünf Frauen und einem Mann. Das Verbrechen beschäftigte die deutsche Öffentlichkeit viele Wochen. Der Täter konnte letztlich überführt werden, weil er ein auffälliges altes Auto benutzt hatte.
Im Jahr 2003 wurde durch die Allianz AG ein Häuserblock am östlichen Ende der Straße komplett umgestaltet, der seitdem unter dem Namen mainbuilding firmiert.
Im Oktober 2022 erfolgte die Umgestaltung des östlichen Abschnitts der Straße zwischen Bockenheimer Landstraße und Mendelssohnstraße zur Fahrradstraße. Im April 2023 folgte der zweite, westliche Abschnitt zwischen Mendelssohnstraße und Senckenberganlage.

## Gebäude
Während der Charakter des Kettenhofweges am östlichen Ende bis zur Ulmenstraße durch Bürogebäude und Hochhäuser geprägt ist, ist der westliche Bereich mit vier- bis fünfstöckigen Häusern bebaut und weist eine Reihe von denkmalgeschützten Gründerzeitgebäuden auf.
Das erste denkmalgeschützte Gebäude (von Osten her) ist die Villa Erlanger, Kettenhofweg 26. Es handelt sich um ein spätklassizistisches Wohnhaus von 1871 mit zentralem Bogenfenster zwischen übergiebeltem Halbsäulenpaar. Gegenüber, im Kettenhofweg 27, befindet sich ein schlichtes Wohnhaus des Spätklassizismus. Das um 1850 errichtete Gebäude verfügt über einen barockisierenden Anbau. Es wurde als Kindergarten genutzt und 2019 zum Museum Goldkammer Frankfurt umgebaut.
Eines der schönsten spätklassizistischen Wohnhäuser im Westend ist die Villa Cronhardt. Der markante Rundbau an der Ecke zur Straße Niedenau entstand 1872 am Kettenhofweg 29 nach Entwürfen von Carl Ludwig Schmidt (der auch den Livingstonscher Pferdestall, eine Straße weiter errichtet hatte). Es handelt sich um ein repräsentatives Wohnhaus für den Geschäftsmann Johann Georg Cronhardt. An Schmuckelementen fallen die Pilastergliederung in Eckabrundung, die ornamentierten Fensterstürze sowie die Lünetten ins Auge. Das Gebäude dient heute als Bürohaus.
Bei dem Haus Kettenhofweg 46 handelt es sich um ein Mietshaus im Stil der Neorenaissance. Das 1883 errichtete Gebäude zeigt eine deutlich profilierte Werksteinfassade mit zentralem Balkonrisalit. Eine Bronzetafel am Haus erinnert seit 1994 an die Grafikerin und Widerstandskämpferin Elisabeth Schumacher, die in diesem Haus von 1921 bis 1924 wohnte. Jüngeren Datums, aber ebenfalls unter Denkmalschutz stehend, ist ein Mietshaus von 1921 im Kettenhofweg 72. Der Architekt Gustav Günther entwarf eine neoklassizistische Fassade mit Pilastergliederung und axialem Zwerchhaus.

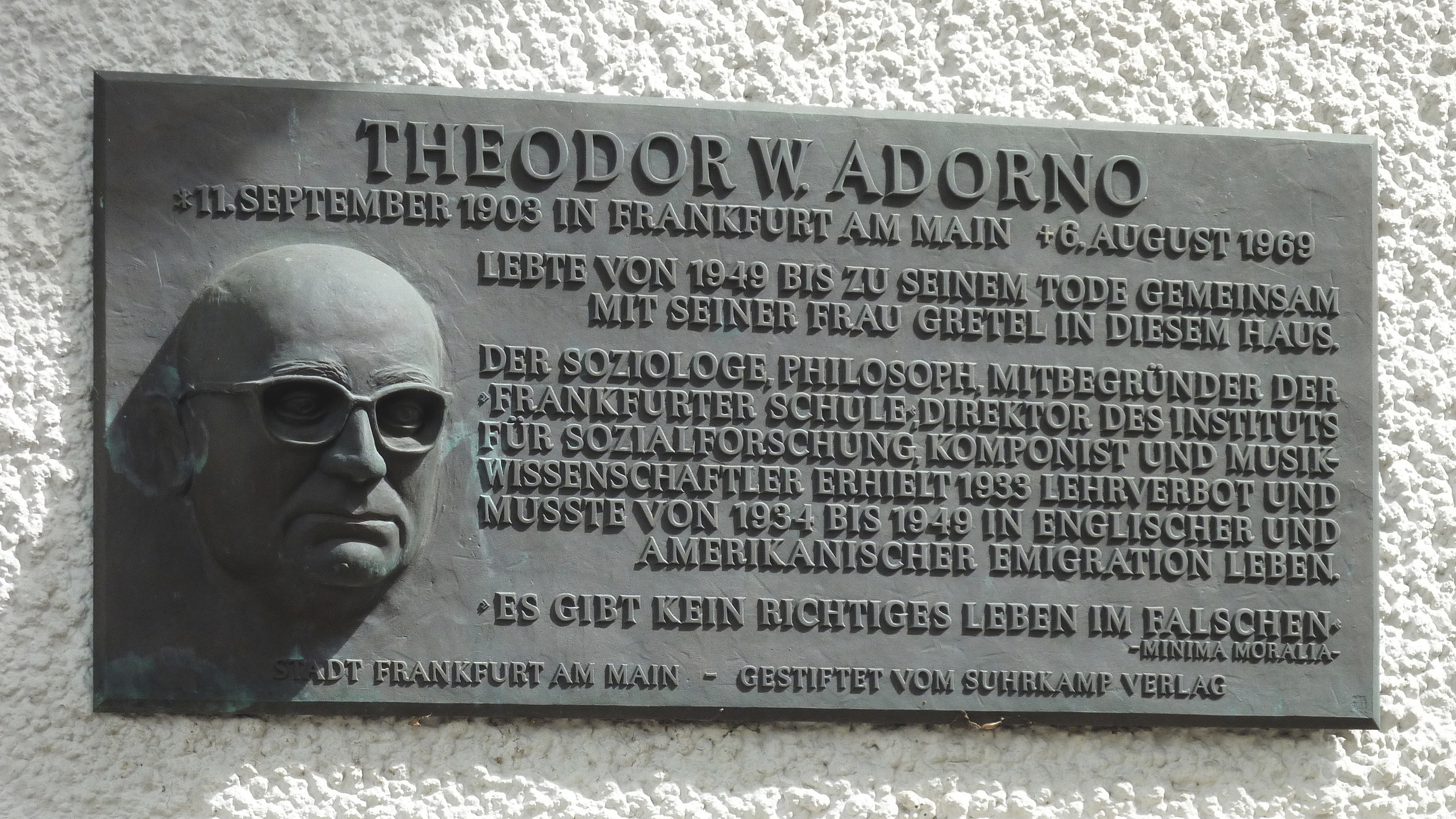
Adorno-Gedenktafel am Haus Kettenhofweg 123

Am Kettenhofweg 94 findet sich ein denkmalgeschütztes Wohnhaus von 1896 im Stil des Neobarock, im Kettenhofweg 96/98 ein Doppelmietshaus von 1896, gebaut nach einem Entwurf des Architektenbüros Beck & Grünewald. Es weist Motive aus Neorenaissance und Barock auf und wird durch eine symmetrische, durch Seitenrisalite gefasste Front geprägt. Das Haus Fucker (Kettenhofweg 119) ist ein 1909 nach Plänen von Otto Fucker errichtetes Wohnhaus mit einer modernen Vertikalgliederung unter ehemals steilem Walmdach und auskragender Loggia zwischen Eck-Erkern. Am Haus mit der Nummer 123 erinnert eine Bronzetafel an den Philosophen, Soziologen, Musikwissenschaftler und Komponisten Theodor W. Adorno, der dort seit seiner Rückkehr aus dem US-amerikanischen Exil im Jahr 1949 bis zu seinem Tod 1969 gemeinsam mit seiner Ehefrau lebte.
Im Westen des Kettenhofwegs, kurz vor der Senckenberganlage, finden sich die beiden letzten denkmalgeschützten Häuser: am Kettenhofweg 129/131 ein Doppelmietshaus des Neoklassizismus von 1910 mit reliefierten Schmuckelementen über Pilastergliederung, im Kettenhofweg 124/124a  steht ein Doppelmietshaus des Neobarock von 1902 mit einer reichen, teilweise skulptierten Werksteinfassade und überkuppelten Seitenrisaliten.  Das Haus Kettenhofweg 124 wurde für einen Edelbordellbetrieb genutzt, bis es 1994 zum Schauplatz eines aufsehenerregenden Mordfalles wurde.